# Villa Arnaga

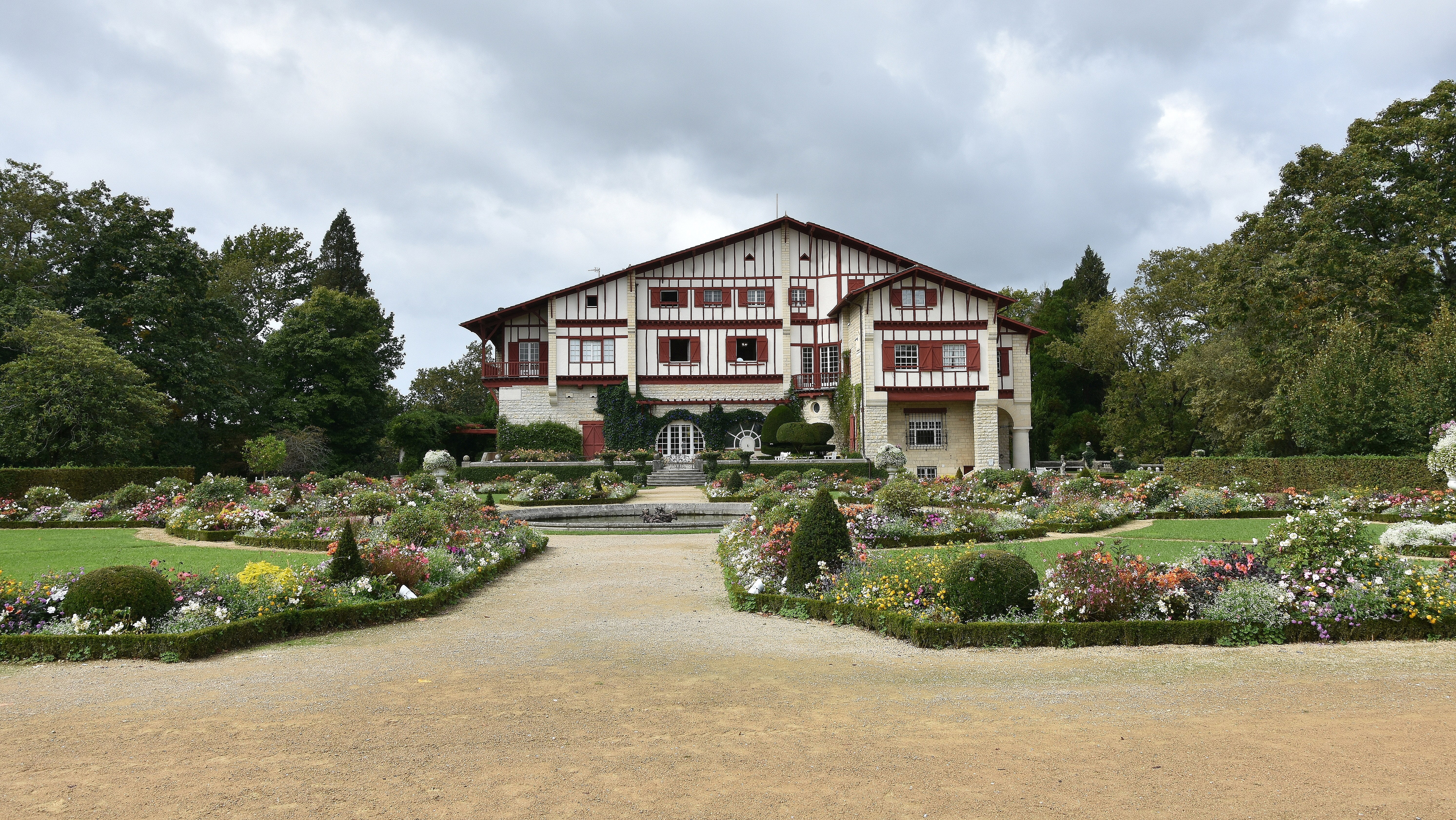
Villa Arnaga

Villa Arnaga is een huis in de Franse stad Cambo-les-Bains in het departement Pyrénées-Atlantiques. Het werd gebouwd door Edmond Rostand bij het begin van de 20e eeuw en geeft onderdak aan het museum dat aan hem is gewijd. Deze villa is een monument historique.
Arraga - gewijzigd door Edmond Rostand in Arnaga - betekent plaats van steen in de Baskische taal.

## Historiek
Edmond Rostand, de schrijver van onder meer Cyrano de Bergerac, was 32 jaar oud als hij, ten gevolge van een longontsteking die hij had opgelopen, een villa huurde in Cambo-les-Bains. Toen hij in 1901 in Parijs verkozen werd bij de Académie Française kocht hij een terrein in Cambo-les-Bains waar hij tussen 1903 en 1906 de Villa Arnaga liet optrekken. Edmond Rostand nam hiervoor architect Joseph-Albert Tournaire aan. Het werd een luxueuze villa in de stijl van de traditionele boerderijen uit Labourd, met veertig kamers op een terrein van zestien hectare met een Franse en een Engelse tuin. Hier ontving hij zijn gasten, zoals Sarah Bernhardt, Anna de Noailles of Coquelin Aîné. De villa werd in 1962 aangekocht door de gemeente en is nu een museum.

## Galerij

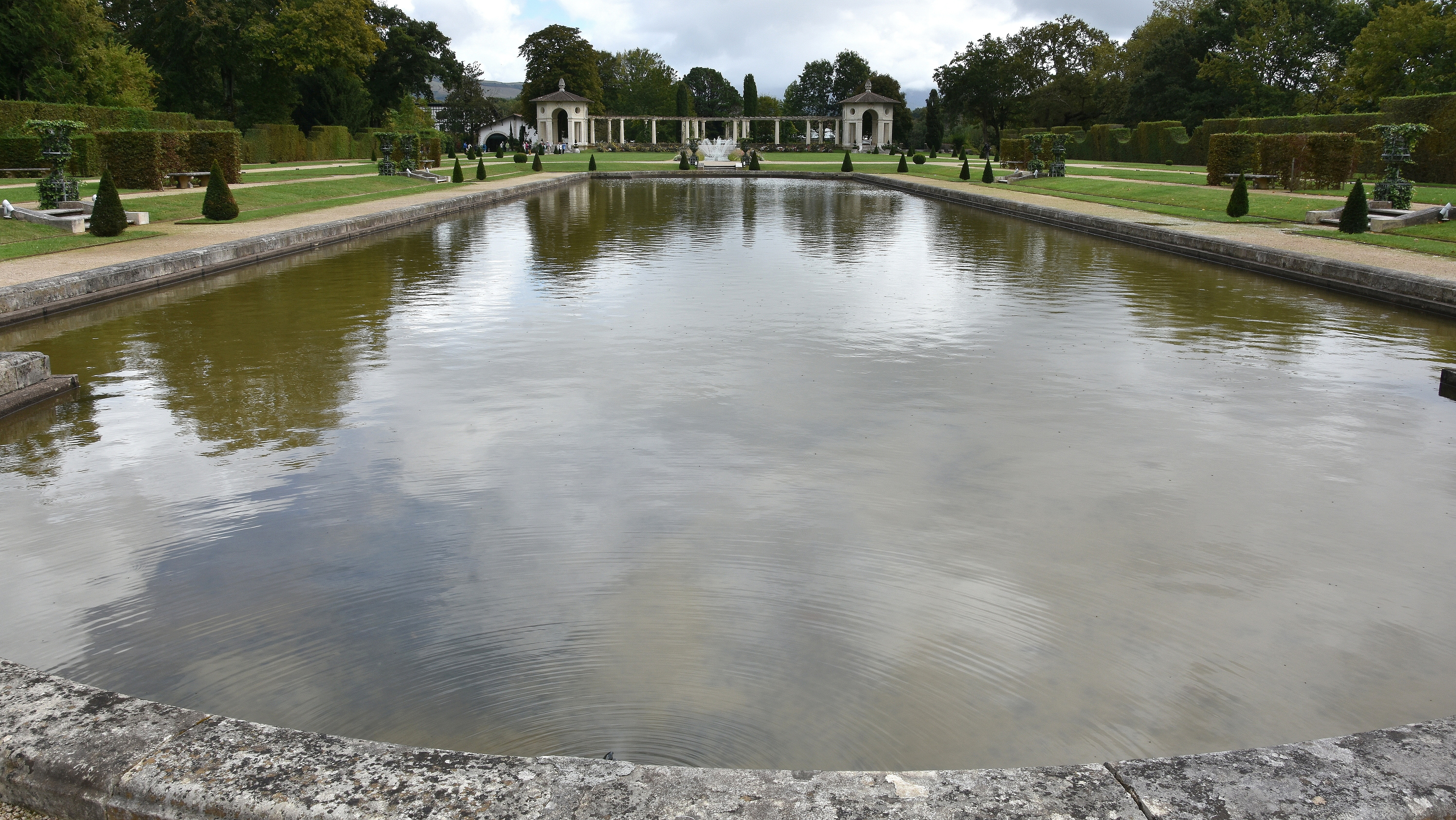
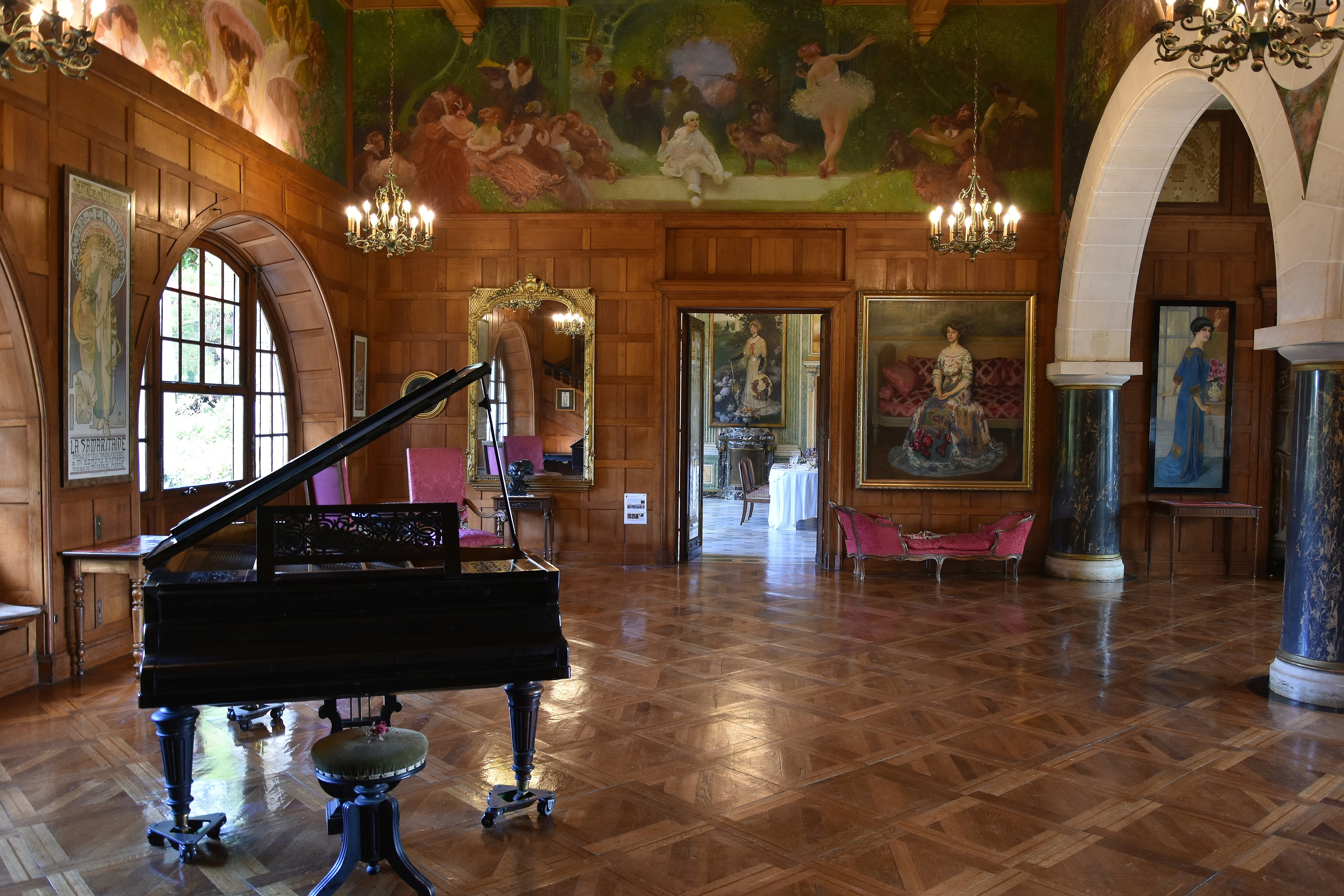
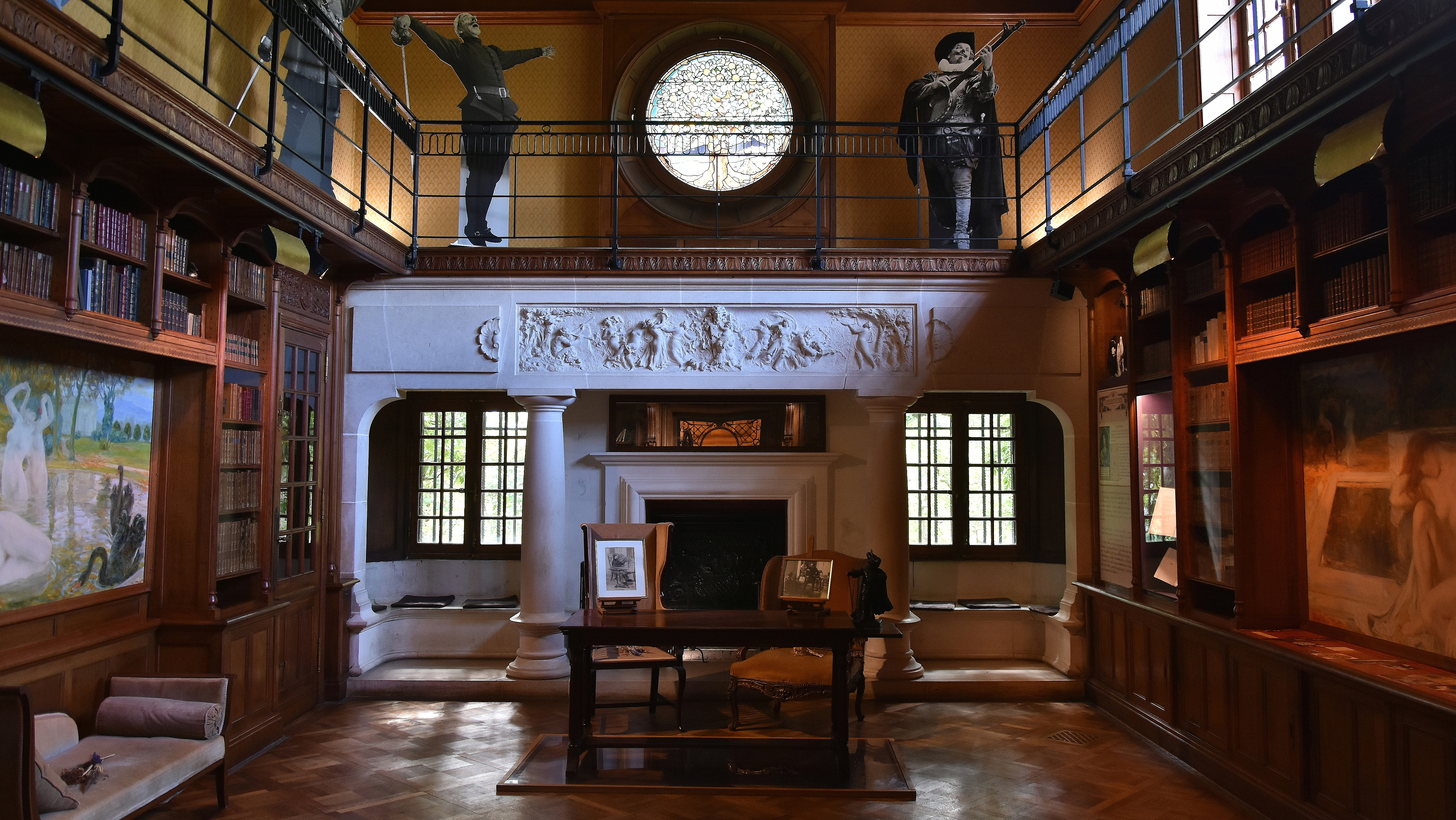
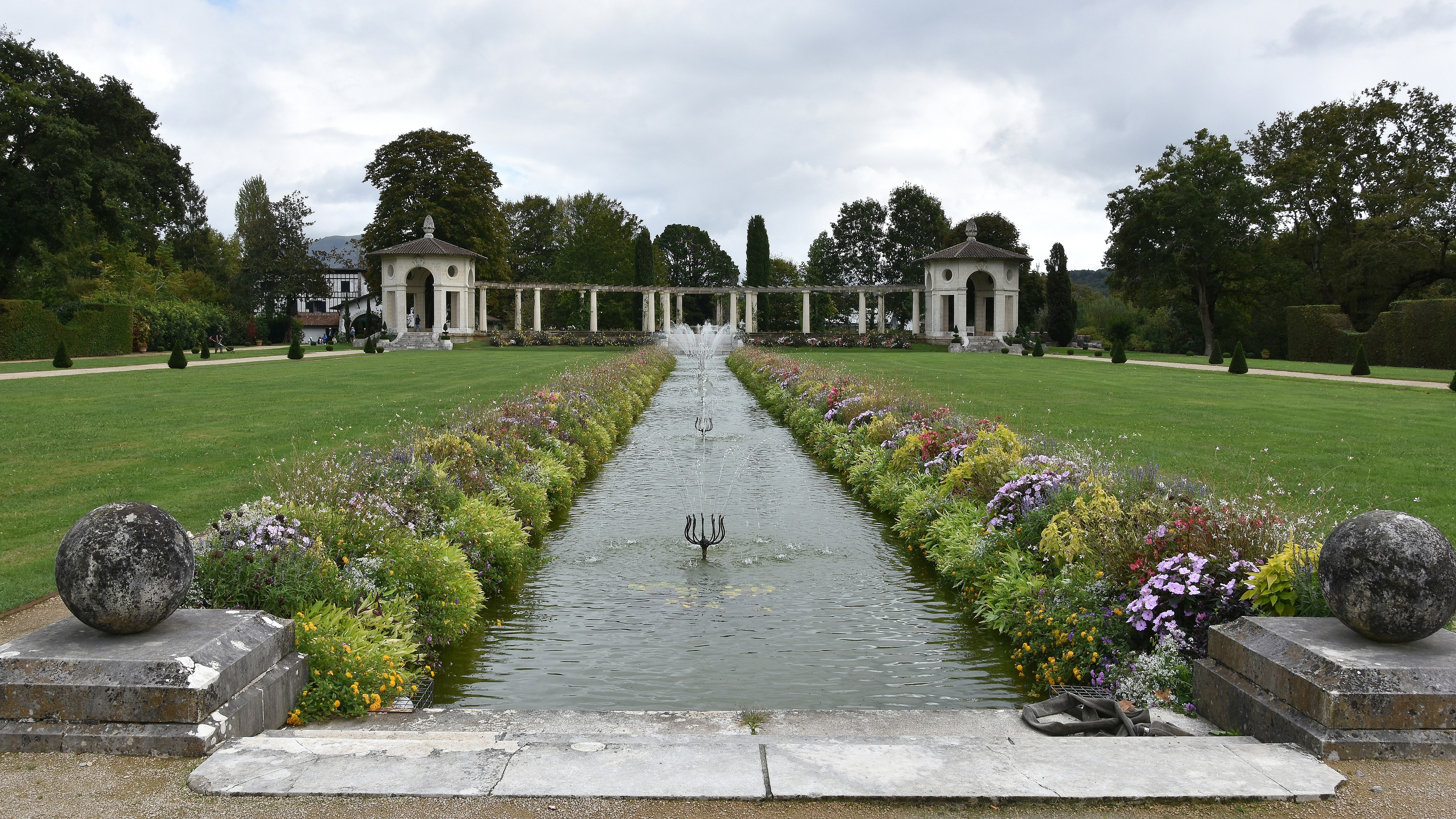